# Protesty w Armenii (2018)
Protesty w Armenii, aksamitna rewolucja – antyrządowe protesty z 2018 roku skierowane przeciwko nominacji dotychczasowego prezydenta Armenii Serża Sarkisjana na premiera tego kraju.

## Tło i przyczyny
W 2018 roku w Armenii zaczęto wprowadzać reformę konstytucyjną uchwaloną w 2015 roku, w ramach której dotychczasowy ustrój prezydencki zastąpiono systemem kanclersko-parlamentarnym. Celem reformy było utrzymanie władzy przez dotychczasowego prezydenta Serża Sarkisjana, który kończył drugą, ostatnią dozwoloną kadencję prezydencką. W trakcie wprowadzania reformy Sarkisjan zobowiązał się nie ubiegać się o funkcję premiera, jednak jego kandydaturę zgłosiła rządząca Republikańska Partia Armenii.
Zmiany konstytucyjne stały się bezpośrednim powodem demonstracji, jednak ich przyczyną była zła sytuacja gospodarcza kraju, znaczący odsetek osób ubogich (30%) i żyjących w nędzy (5%) oraz rosnące, blisko dwudziestoprocentowe bezrobocie, co przyczynia się do dużej fali emigracji zarobkowej.

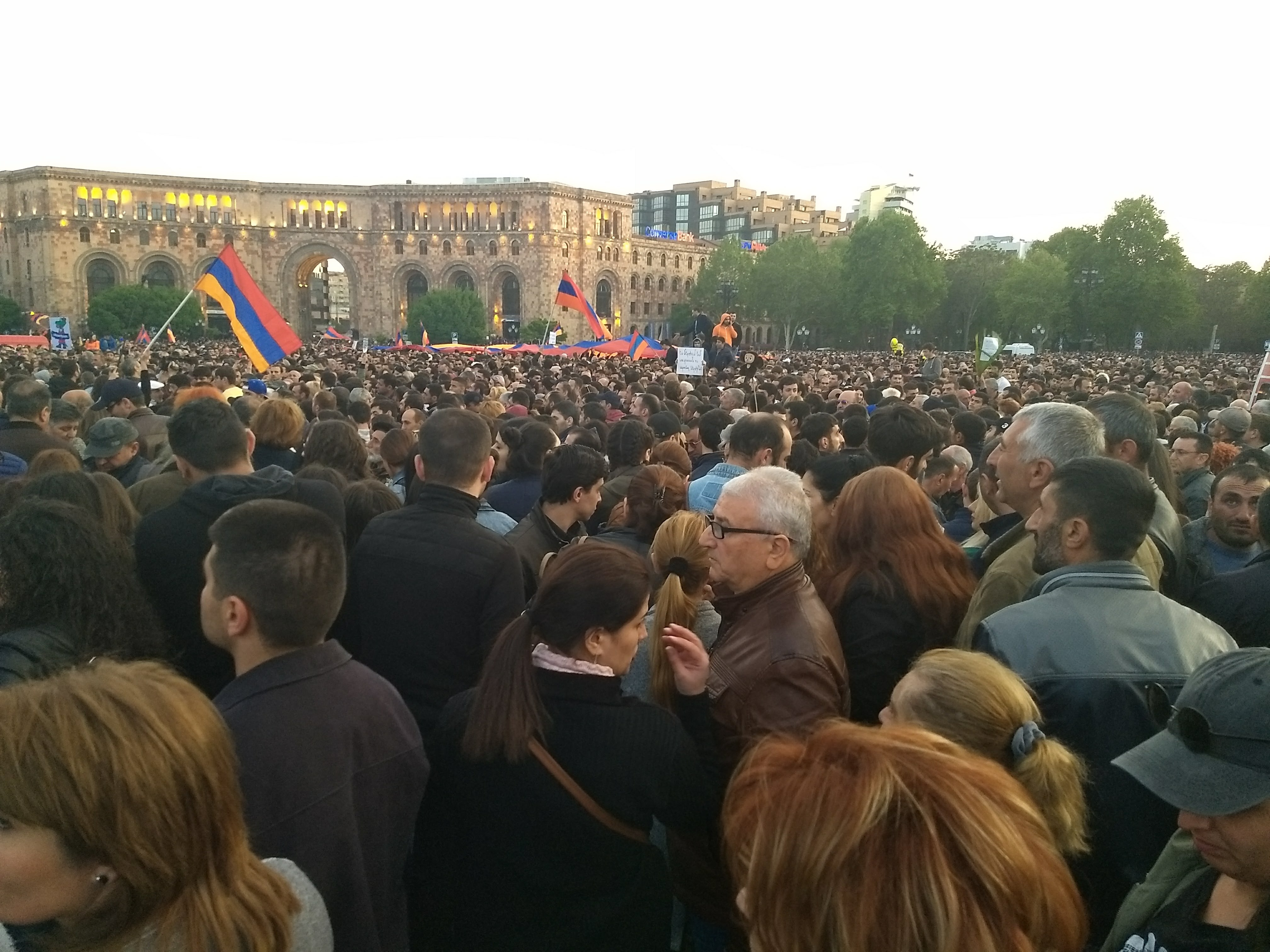
Protestujący 22 kwietnia 2018 roku

## Przebieg
13 kwietnia 2018 roku koalicja rządowa wskazała Sarkisjana jako kandydata na premiera, był on jedynym kandydatem na ten urząd. Po tej decyzji lider opozycji Nikol Paszynian wezwał do pokojowych manifestacji przeciwko nowemu premierowi. Jeszcze tego samego dnia demonstracje zaczęły się w stołecznym Erywaniu i z każdym dniem gromadziły większą liczbę uczestników. Paszynian został w ich trakcie aresztowany pod zarzutem szerzenia niepokojów społecznych, jednak ostatecznie odstąpiono od postawienia go w stan oskarżenia.
Podczas wiecu 16 kwietnia policja użyła przeciw protestującym gazu łzawiącego, doszło także do starć z siłami porządkowymi, w efekcie których poszkodowanych zostało 80 osób. 22 kwietnia demonstracja w stolicy kraju zgromadziła ok. 160 tys. ludzi, a do demonstrantów zaczęli dołączać wojskowi.
W głosowaniu przeprowadzonym 17 kwietnia 2018 roku parlament wybrał Sarkisjana na premiera stosunkiem 77 do 17 głosów, zaś wicepremierem został dotychczasowy premier Karen Karapetian. Tego samego dnia nominację zatwierdził nowy prezydent Armen Sarkisjan, wybrany głosami tej samej partii tydzień wcześniej.
Ostatecznie po 10 dniach protestów premier Serż Sarkisjan podał się 23 kwietnia 2018 roku do dymisji, jednak demonstracje nie wygasły, gdyż tymczasowym szefem rządu został wicepremier Karapetian, a opozycja i demonstrujący domagali się mianowania premierem Paszyniana. Nieustające protesty spowodowały rozpad rządzącej koalicji oraz przejście części posłów z rządzącej Republikańskiej Partii Armenii na stronę zwolenników opozycji.
Na zwołanym na 1 maja posiedzeniu sejmu Paszynian bez powodzenia ubiegał się o nominację na stanowisko premiera (uzyskał 47 ze 105 głosów, obóz rządzący nie wystawił własnego kandydata), jednak Republikańska Partia Armenii zdecydowała nie popierać jego kandydatury. W związku z tym po opuszczeniu jego gmachu Paszynian wezwał demonstrantów do obywatelskiego nieposłuszeństwa oraz strajku generalnego i uznał próby porozumienia z partią rządzącą za niemożliwe.
W odpowiedzi następnego dnia mieszkańcy Erywania i innych miast zablokowali drogi, ulice, lotnisko, linie kolejowe i wejścia do ministerstw, a w Giumri, protestujący wdarli się do urzędu miejskiego, domagając się by urzędnicy przyłączyli się do strajku, zaś wieczorna demonstracja w stołecznym Erywaniu zgromadziła 300 tys. manifestantów.
8 maja parlament wybrał Nikola Paszyniana na premiera głosami 59 posłów przy 53 głosach wymaganych do udzielenia nominacji. W głosowaniu Republikańska Partia Armenii nie wystawiła swojego kandydata, a Pasziniana poparła część parlamentarzystów partii rządzącej. W przyśpieszonych wyborach w grudniu tego samego roku stworzone przez Paszyniana ugrupowanie Mój Krok zdobyło 70,4% głosów.